# Autostrada RA12 (Włochy)
Autostrada RA12 (wł. Raccordo Autostradale RA12) – połączenie autostradowe  autostrady A25 i miasta Chieti z Pescarą. Arteria jest elementem trasy E80.